# Danko Marinelli
Danko Marinelli, hrvaški olimpijski smučar, * 30. maj 1987, Reka, SFRJ.
Za Hrvaško je nastopil na olimpijskih igrah leta 2006 in olimpijskih igrah 2010. Njegov najboljši rezultat je bilo 32. mesto v slalomu leta 2010.